# Smilov (Stráž nad Ohří)
Smilov (německy Mühlendorf) je malá vesnice, část obce Stráž nad Ohří v okrese Karlovy Vary v Karlovarském kraji. Nachází se asi pět kilometrů severovýchodně od Stráže nad Ohří. Je zde evidováno 49 adres. V roce 2011 zde trvale žilo 24 obyvatel.
Smilov leží v katastrálním území Smilov nad Ohří o rozloze 2,75 km².

## Název
Původní německý název vesnice byl Smilendorf ve významu Smilova ves. Úvodní písmeno S bylo později považováno za středněhornoněmeckou předložku a postupnými úpravami vznikl mladší název Mühlendorf. V historických pramenech se jméno vsi objevuje ve tvarech: Smylow a Smylendorf (1375), Mildendorf (1545), Millndorf (1528), Mulendorff (1588) a Mühlendorf (1787 a 1846).

## Historie
První písemná zmínka o vesnici pochází z roku 1357.
Podle urbáře kláštereckého panství z roku 1649 chodili lidé ze Smilova robotovat na poplužní dvůr v Černýši.

## Obyvatelstvo
Při sčítání lidu v roce 1921 zde žilo 139 obyvatel (z toho 62 mužů) německé národnosti, kteří byli kromě dvou evangelíků římskými katolíky. Podle sčítání lidu z roku 1930 měla vesnice 147 obyvatel německé národnosti, kteří se s výjimkou jednoho evangelíka hlásili k římskokatolické církvi.
| Rok            | 1869 | 1880 | 1890 | 1900 | 1910 | 1921 | 1930 | 1950 | 1961 | 1970 | 1980 | 1991 | 2001 | 2011 | 2021 |
| -------------- | ---- | ---- | ---- | ---- | ---- | ---- | ---- | ---- | ---- | ---- | ---- | ---- | ---- | ---- | ---- |
| Počet obyvatel | 135  | 127  | 127  | 114  | 115  | 139  | 147  | 70   | 68   | 71   | 57   | 35   | 35   | 24   | 22   |
| Počet domů     | 23   | 19   | 24   | 24   | 25   | 22   | 23   | 24   | 24   | 15   | 12   | 14   | 15   | 16   | 12   |

## Obecní správa
Při sčítání lidu v letech 1869–1975 Smilov byl osadou obce Boč, se kterým patřily nejprve do okresu Kadaň, ale v roce 1950 v okrese Karlovy Vary-okolí a v letech 1961–1975 v okrese Karlovy Vary. Od 1. ledna 1976 je částí obce Stráž nad Ohří v okrese Karlovy Vary.